# Thorelliola truncilonga
Thorelliola truncilonga là một loài nhện trong họ Salticidae.
Loài này thuộc chi Thorelliola. Thorelliola truncilonga được Gardzinska & Patoleta miêu tả năm 1997.